# Sabine Schäfer
Sabine Schäfer (* 13. November 1957 in Karlsruhe) ist eine deutsche Komponistin, Musikerin, Klangkünstlerin und Medienkünstlerin.

## Künstlerische Tätigkeit
Sabine Schäfer studierte an der Staatlichen Hochschule für Musik Karlsruhe die Fächer Klavier, Improvisation und Komposition bei Günter Reinhold, Eugen Werner Velte, Mathias Spahlinger und Wolfgang Rihm, bei dem sie 1992 ihr Konzertexamen in Komposition ablegte. Sie erhielt Förderstipendien der Darmstädter Ferienkurse, der Heinrich-Strobel-Stiftung des SWR und ein Graduiertenstipendium des Landes Baden-Württemberg. In den 1980er Jahren war sie als Composer-Performer tätig und gründete 1983, mit Helmut Bieler-Wendt, die polymediale Gruppe „Panta Rhei“. Seit 1989 ist sie Dozentin für Improvisation und Kreativitäts-Training an der Hochschule für Musik Karlsruhe.
Ein Auslandsstipendium des DAAD ermöglichte ihr 1989, ihre Studien auf dem Gebiet der digitalen Klangerzeugung und der Raumklangsteuerung an Computermusikzentren der USA (CCRMA) und der Niederlande (STEIM, Institute of Sonology) fortzusetzen. Von 1990 bis 1992 entwickelte sie das Raumklangkunst-Projekt „TopoPhonien“, für das sie 1993 den Siemens-Medienkunstpreis erhielt. Im Rahmen dieses Projektes entstand in Kooperation mit der Universität Karlsruhe (TH) und dem ZKM Karlsruhe sowie dem Hard- und Software-Entwickler Sukandar Kartadinata ein eigenes computerbasiertes Raumklang-Steuerungssystem, mit dem die Künstlerin eine Vielfalt von Klanginstallationen realisierte. Ihre Raumklangkompositionen wurden konzertant, als auch installativ in Deutschland, Frankreich, Großbritannien, Holland, Polen, Italien, Österreich, Portugal und den USA aufgeführt und ausgestellt. Seit 2007 sind ihre Mehrkanal-Kompositionen am Institut für Musik und Akustik des ZKM archiviert. Ein Teil der Werke wurde von der Künstlerin für den Klangdom eingerichtet, der von Ludger Brümmer etabliert wurde.
Für den Hörfunk produzierte sie zwischen 1994 und 2004 radiophone Klangkunst und experimentelle Hörstücke, als Solokünstlerin und als Künstlerpaar mit Joachim Krebs. Es entstanden Produktionen mit Schauspielern und Künstlern, wie Rufus Beck, Peter Fitz, Salome Kammer, Lauren Newton und Udo Samel, als Auftragswerke, unter anderem für das Studio Akustische Kunst des WDR, dem DeutschlandRadio Kultur und dem SWR.
Von 1998 bis 2013 arbeitete sie, als Künstlerpaar, zusammen mit Joachim Krebs auf dem Gebiet der Raumklangkunst, der Klang-Licht-Kunst und der radiophonen Klangkunst. Als künstlerisches Basismaterial für ihre Raumklangkompositionen verwendet das Künstlerpaar insbesondere Tierstimmen, die sie aus wissenschaftlichen Ton-Archiven erhalten und deren zunächst unhörbaren, „inneren“ Klangräume durch Audio-Slowmotion hörbar gemacht werden. Joachim Krebs hat hierzu ein originäres Verfahren Mitte der 1990er Jahre im Rahmen seines Projekts „Artificial Soundscapes“ entwickelt und als „EndoMikroSonoSkopie“ bezeichnet. Eine wesentliche Grundlage zur Gewinnung ihres künstlerischen Basismaterials ist ihre Zusammenarbeit mit Wissenschaftlern und wissenschaftlichen Institutionen. Für die von Peter Weibel 2009 initiierte Kooperation von ZKM und KIT entwickelten sie das Auftaktprojekt „MicroSonical Shining Biospheres No. 1“. Ihr Ausstellungsprojekt „SolarSonical Insects #2“ mit einem Public Viewing von Natur und Wissenschaft als Kunst, das sie 2012 für das Staatliche Museum für Naturkunde Karlsruhe realisierten, erhielt eine Spitzenförderung durch den „Innovationsfonds KUNST des Landes Baden-Württemberg“.
Von 2004 bis 2008 war sie Vorstandsmitglied der Deutschen Gesellschaft für Elektroakustische Musik (DEGEM) und begründete, gemeinsam mit Michael Harenberg, das Online-Radio „DEGEM Webradio@ZKM“, das sie bis 2008 leitete.
Seit 2014 führt sie das Künstlerpaar-Werkschaffen im Rahmen ihres Kunstprojektes TopoPhonien weiter. Seit 2017 ist Sabine Schäfer Mitglied in der GEDOK Karlsruhe e. V. und stellvertretende Fachbeirätin des Fachbereichs Fotografie/Medienkunst. 2019 übernahm sie dort zusätzlich die Position als stellvertretende Vorsitzende.

## Werke (Auswahl)

### Solo-Werke
Begehbare und konzertante Raumklang-Installationen:
- TopoPhonicZones, Badischer Kunstverein Karlsruhe 1992
- TopoPhonicSpheres, Deutsches Hygiene-Museum 1993
- Sound Warp / Fruits of Columbus, Kunst-Werke Berlin 1994
- Hörbild,[12] Klanggalerie des SFB 1995, Hochschule der Künste Bern (HKB) 2009
- TopoPhonicPlateaus, Donaueschinger Musiktage 1995
- TopoPhonie Nr. 3, Warschauer Herbst/Museum Sztuki Warschau 1996
- Was erzählte ich über Sprach(t)räume? 5. Acustica International/MusikTriennale Köln 1997

Radiophone Klangkunst:
- Sprach(t)räume – ein endlos geflochtenes Band, 39 Min., WDR, Studio Akustische Kunst 1996
- MEIN (T)RAUM – eine radiophone Paraphrase über den gleichnamigen Text von Franz Schubert, 26 Min., SR 1997
- Fremdenführung durch die Räume M.C. Eschers, 53 Min., SWR 1998
- Warped Visions of Lauren´s Voice, 50 Min., DLR Kultur 2000

### Werke mit Joachim Krebs (1998–2013)
- SonicRooms, Städt. Museum Ettlingen 1998.
- AerAquaAngelusVox, DLR Kultur 1998
- Sonic Lines n´Rooms, Donaueschinger Musiktage 1999.
- Sonic Lines n´Rooms No. 7,[13] Sammlung des ZKM Karlsruhe, Ankauf 2001.
- TopoSonic Lines n´Rooms, Festival „Inventionen“ Berlin 2002.
- TopoSonic Lines n´Rooms with Instruments, Ensemble TrioLog Münchener Biennale 2002.
- ProsaPhon(ie) – eine sonotopologische SprachKlangKonsistenzMaschine, SWR 2002.
- AquaAngelusVox, Klangkunst-Festival Unna 2003.
- TopoSonicSpheres – eine Raumklangkomposition, SWR 2004.
- TopoSonicTunnel, Sammlung des Wissenschaftsmuseums “phaeno” Wolfsburg, Ankauf 2005.
- …raumKLANGraum…entgrenzend…, Kunstmuseum Stuttgart 2006.
- TopoSonicSpheres, Festival “Musica Viva” Porto 2007.
- MicroSonical Shining Biospheres No. 1, ZKM Karlsruhe 2009.
- SolarSonical Insects #2[14], 2012.

## Diskographie (Auswahl)
- TopoPhonie Nr.4 in: „Musik in Deutschland 1950–2000“ Deutscher Musikrat 2008.
- TopoSonic Spheres <sabine schäfer // joachim krebs>, „artist.cd“ Schott Music 2004.
- AquaAngelusVox <sabine schäfer // joachim krebs> MDG 2003.
- TopoPhonicPlateaus in: „Donaueschinger Musiktage 1995“ col legno 1996.
- Mau Mau Uludag, RecRec/NoMansLand 1988 (mit Helmut Bieler-Wendt, Peter Hollinger, Werner Cee).

### Bücher
- „TopoPhonien“ Kehrer Verlag Heidelberg 1994/2007, ISBN 978-3-939583-54-7.
- „TopoSonic Arts“ Kehrer Verlag Heidelberg 2007, ISBN 978-3-939583-52-3.

### Schriften und Rundfunksendungen über Sabine Schäfer (Auswahl)
- Ludger Hünnekens: Musik und Neue Medien – die Klangspuren Sabine Schäfers in: „Medienkunstpreis 1993“ Cantz Verlag Stuttgart 1993, ISBN 3-89322-601-X.
- Rudolf Frisius: Raumklänge/Klangräume – zur elektronischen Musik von Sabine Schäfer. Portrait-Sendung im Hessischen Rundfunk 1994.
- Dieter Daniels: Schritte im Dunkel – unterwegs zu einer interdisziplinären Kunst in: „TopoPhonien“ Kehrer Verlag Heidelberg 1994/2007, ISBN 978-3-939583-54-7.
- Manfred Mixner: TopoPhonien – ein Hörbild, Portrait-Sendung im Sender Freies Berlin 1995.
- Ingo Wackenhut: Vom Raumklang zum Klangraum – Musik und neue Medien in: „Komponistinnen in Deutschland“ Inter Nationes Bonn 1996.
- Helga de la Motte-Haber: Ein Hörbild – Tableau I-III von Sabine Schäfer. In: „MusikPsychologie – Jahrbuch der Deutschen Gesellschaft für Musikpsychologie“ Bd.12, Noetzel Verlag 1996, ISBN 3-7959-0704-7.
- Rudolf Frieling: TopoPhonicZones – Raumklanginstallationen von Sabine Schäfer in „Medien Kunst Interaktion“ (CD-ROM und Buch) Springer Verlag Wien, New York 2000, ISBN 3-211-83422-2.
- Simon Crameri: Von Hörbildern und Tongemälden in: "Paul Klee – Melodie und Rhythmus" Cantz Verlag Stuttgart 2006, ISBN 3-7757-1808-7.
- Annette Hünnekens: Brennnessel mit Lilien und Raumklängen in: Neue Landschaft, Patzer Verlag Berlin 2006. ISSN 0548-2836
- Hanno Ehrler: Das Unhörbare hörbar machen… in: „TopoSonic Arts“ Kehrer Verlag Heidelberg 2007, ISBN 978-3-939583-52-3.
- Julia Gerlach: Die MicroSonical Shining Biospheres No.1 von Sabine Schäfer und Joachim Krebs in: Neue Zeitschrift für Musik 06/2009. ISSN 0945-6945
- Hanno Ehrler: Mikrostrukturaler Kosmos: Die Installation “Microsonical Shining Biospheres No. 1” von Sabine Schäfer und Joachim Krebs. Portrait-Sendung BR 2010.
- Thomas M. Maier: Metamorphosen von Zeit und Raum, in: Neue Zeitschrift für Musik 03/2013

### Schriften von Sabine Schäfer (Auswahl)
- TopoPhonien. Vom Spezifisch-Werden des Raums und der Wahrnehmung. In: „Positionen – Beiträge zur Neuen Musik“ Nr.37, Berlin 1998. ISSN 0941-4711
- Das Raumklangkunst-Projekt TopoPhonien. In: Kongressband zur Internationalen Konferenz „1948-1998: dalla molecola al bit: 50 anni di Musica Elettroacustica“, Rom 1998.
- Sound – Time – Space – Movement, (Coauthor: Joachim Krebs) in: Organised Sound Vol.8, Cambridge University Press 2008. ISSN 1355-7718
- Deleuze and the Sampler as an Audio-Microscope, (Coauthor: Joachim Krebs) in: Philosophical Reflections on Recorded Music, Middlesex University Press London 2008.
- Mikroklang-Architektur und Farblicht-Räume, Interview in: “KlangRaum”, Kunst und Kirche 03/2009 Springer Wien New York, ISBN 978-3-211-99282-1.